# Pivasjön
Pivasjön (serbiska: Пивско језеро) är en konstgjord sjö i nordvästra Montenegro. Den bildades när den 200 meter höga Mratinjedammen byggdes för att dämma upp floden Piva cirka tre kilometer norr om staden Mratinje.
Sjön, som fungerar som vattenmagasin, är 45 kilometer lång och täcker en yta på 12,5 km² och är därmed Montenegros näst största sjö. Den ligger 675 meter över havet mellan upp till 2 000 meter höga skogbeklädda berg. Pivaklostret, som låg på ett område som översvämmades, revs sten för sten och flyttades till en ny plats i närheten och invånarna i den dränkta småstaden Plužine tvingades flytta till en nybyggd stad vid Pivasjöns strand.
Förutom att försörja vattenkraftverket på 360 MW används sjön som dricksvattentäkt och för vattensport och sportfiske.